# Netaji Subhas Chandra Bose: The Forgotten Hero
Netaji Subhas Chandra Bose: The Forgotten Hero è un film indiano del 2004, scritto e diretto da Shyam Benegal. Il film narra la vita di Subhas Chandra Bose, che fu il capo politico del movimento indipendentista indiano, durante gli anni trascorsi nella Germania nazista (1941-1943) e nell'Asia occupata dai giapponesi (1943-1945) nonché gli eventi che portarono alla formazione dell'Esercito Nazionale Indiano.
Il film ha avuto un grande successo di critica al BFI London Film Festival e ha ottenuto il National Film Award come miglior film sull'integrazione nazionale, e il National Film Award come miglior scenografia. Il film è stato proiettato in retrospettiva il 14 agosto 2016 all'Independence Day Film Festival, presentato congiuntamente dalla direzione indiana dei festival cinematografici e dal Ministero della Difesa, per commemorare il 70º anniversario dell'indipendenza indiana.